# Färöboot

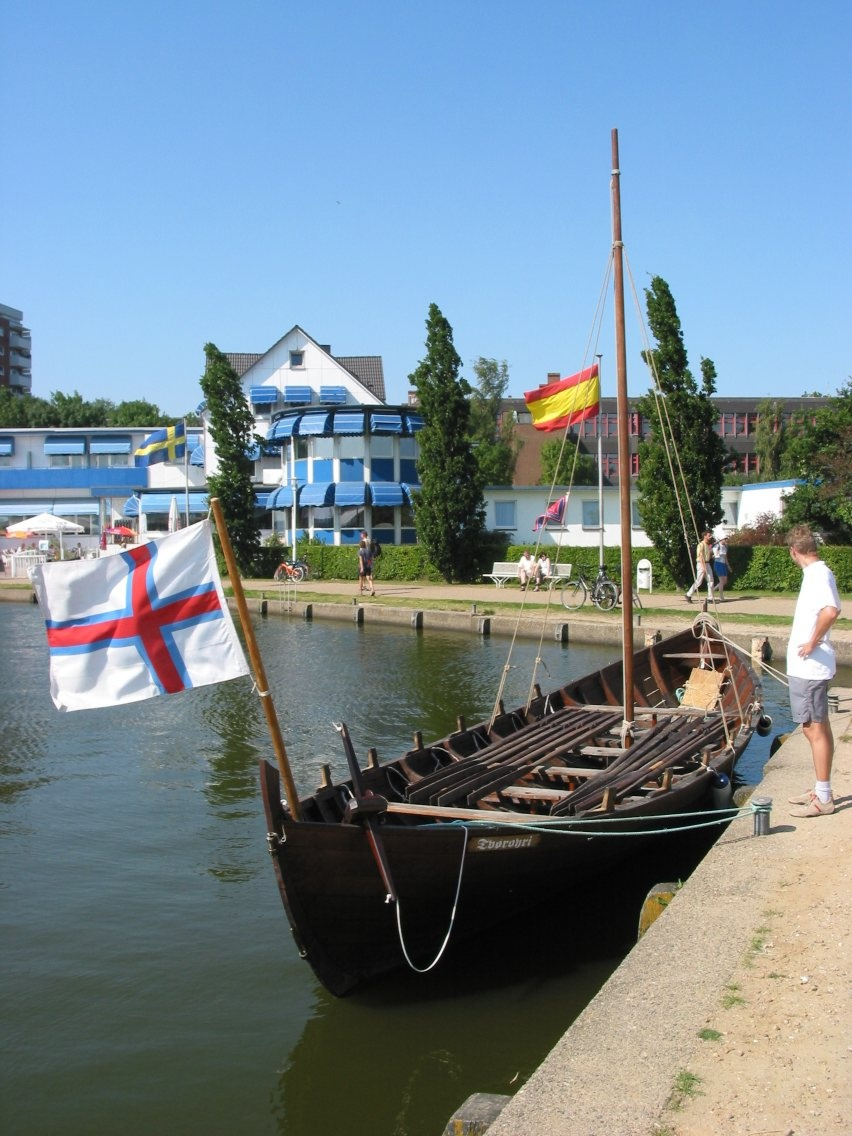
Naddoddur ist der Stolz der färöischen Ruderbootflotte. Er ist nach dem Naddoddur benannt, der Island entdeckte. 1998 bewies dieser 12er seine Hochseetauglichkeit auf der Ruderfahrt von den Färöern nach Island. Hier ist er zu Besuch in Schleswig 2004 (allerdings getrailert).

Das Färöboot (färöisch: føroyskur bátur) ist ein spezieller Bootstyp, den es nur auf den Färöern gibt. Für die Färinger ist es ein handwerkliches Kulturgut ersten Ranges.

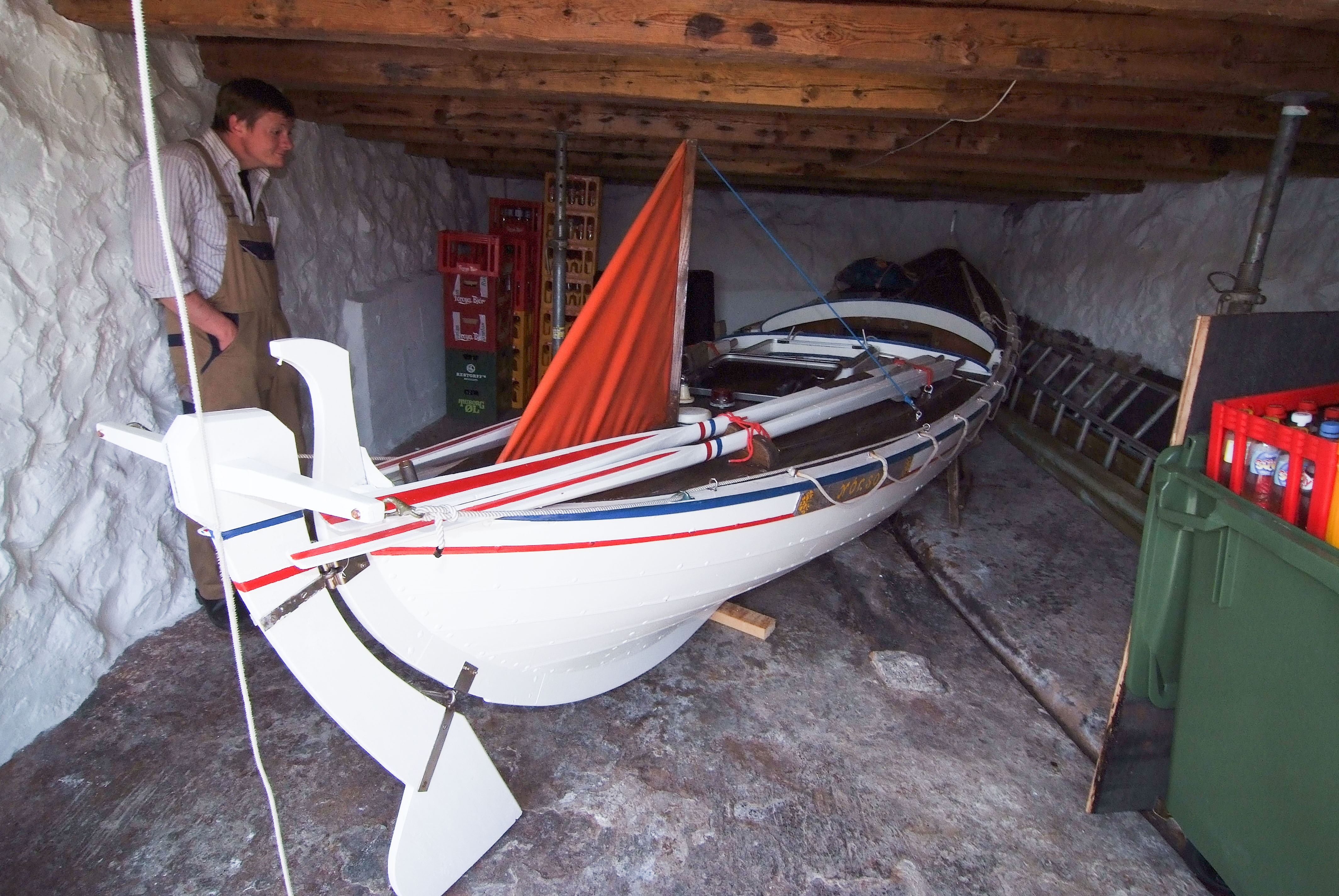
Ove Joensens Färöboot "Diana Victoria" in Nólsoy (Mai 2008).

Das Färöboot stammt vom Wikingerschiff ab. Ursprünglich kommt es aus Norwegen, und später baute man es aus Treibholz und importierten Brettern. Für die schlanke und leichte Bauweise der seetüchtigen Boote waren verschiedene Faktoren ausschlaggebend:
- Starke Strömung in den färöischen Sunden und raue See auf dem offenen Nordatlantik
- Starke Fallwinde in den Sunden und Fjorden durch die hohen Berge.
- Chronischer Holzmangel auf den baumlosen Färöer.

Das Färöerboot war über die Jahrhunderte der einzige Bootstyp, der auf den Färöer gebaut wurde. Erst 1804 baute Nólsoyar Páll mit Royndin Fríða das erste hochseetüchtige Segelschiff. Eine Ursache für diese lange Beschränkung auf Fahrzeuge, die eigentlich nicht für eine Atlantiküberquerung gedacht sind, lag in dem Monopolhandel über die Färöer, der es mit sich brachte, dass es keine anderen Schiffe gab als die der Handelsgesellschaft.
Dennoch wurde das Färöerboot für Fahrten nach den Shetlandinseln, Orkney und Schottland verwendet, um in Zeiten des Monopolhandels Lebensmittel zu beschaffen. Damit bewiesen diese Boote ihre Seetüchtigkeit über längere Distanzen. 1986 bewies Ove Joensen, dass man in einem Färöboot alleine nach Kopenhagen rudern kann. Seine Diana Victoria ist in seinem Heimatort Nólsoy ausgestellt. Der Naddoddur wurde 1997 zu Wasser gelassen, es ist das größte klassische Färöboot ohne Motor seit etwa 100 Jahren – ein stolzer 12er mit 14 Mann Besatzung. Hiermit ruderte und segelte die Mannschaft nach Island und Norwegen.
Traditionell ist das Färöboot ein Ruderboot, das auch mit einem Luggersegel versehen werden konnte, was aber immer wieder zum Kentern führte. Daher war man allgemein sehr dankbar, als die ersten Motoren aufkamen, die nun entweder als Außenborder, oder – häufiger – als Maschine eingebaut werden. Hinzu kommt bei vielen dieser Motorboote noch ein kleiner Aufbau, der einen gewissen Wetterschutz darstellt. Diese Boote werden in erster Linie für die Küstenfischerei und das Grindadráp eingesetzt.
Das Ruderboot wurde zum Regattaboot weiterentwickelt, siehe Färöischer Rudersport.
Alte Färöboote kann man im Historischen Museum der Färöer oder im Bootsmuseum in Leirvík besichtigen. In der Christianskirkja in Klaksvík hängt ein historisches Färöboot im Kirchenschiff.

## Bootsklassen
Die Färöboote werden traditionell nach der Anzahl der Ruderer, bzw. auch der Bänke (Tríbekkur = 3 Bänke) oder der Riemen auf einer Seite (Seksæringur = 6x2 Riemen) bezeichnet. Die Länge wird in Fuß gemessen, wobei der färöische Fuß (fótur, Plural føtur) dem preußischen entspricht, also 31,385 cm.
| Name           | Länge       | Ruderer | Besonderes                                                        |
| -------------- | ----------- | ------- | ----------------------------------------------------------------- |
| Tríbekkur      | ~18 ft.     | 2       | Kleinster Färöboottyp                                             |
| Tristur        | 18 ft.      | 3       | Geringfügig größer als ein Tríbekkur                              |
| Fýramannafar   | 20 ft.      | 4       | Auf der mittleren Bank sitzen zwei Ruderer                        |
| Fimmmannafar   | 21 ft.      | 6       | Kleinste Regattaklasse der Junioren und Frauen                    |
| Seksmannafar   | 22 ft.      | 6       | Kleinste Regattaklasse der Männer, größte der Frauen              |
| Áttamannafar   | 24-24,5 ft. | 8       | Gilt als „feinstes“ Färöboot                                      |
| Tíggjumannafar | 26–27 ft.   | 10      | „Königsklasse“ am Ende jeder Regatta                              |
| Seksæringur    | 28–30 ft.   | 12      | Keine Wettkampfklasse. Dieser Typ wird heute als Motorboot gebaut |
| Teinæringur    | 40 ft.      | 18      | Historischer Bootstyp für Atlantiküberquerungen                   |